# Conseil exécutif (Zaïre)
Pour les articles homonymes, voir Conseil exécutif.
Zaïre
Gouvernement Mulamba Gouvernement Lunda Bululu
Le Conseil exécutif constitue la direction nationale du Mouvement populaire de la Révolution, alors parti unique, et, à ce titre, joue le rôle de gouvernement du Zaïre de 1966 à 1990. En effet, en vertu du Manifeste de Nsele qui organise le parti-État, les institutions zaïroises sont fondues, jusqu'au début des années 1990, dans les organes du MPR.
Le Conseil exécutif est placé sous l'autorité directe du chef de l'État, devant qui, les ministres, ou commissaires d'État, présidés par un Premier ministre, ou Premier commissaire, sont individuellement responsables. Dès lors, le Conseil exécutif apparaît moins comme un véritable gouvernement collégial que comme une simple direction administrative adoptant les décisions inspirées par Mobutu.